# روي أرسكين
روي أرسكين (بالإنجليزية: Roy Erskine)‏ (1930 - ) هو لاعب كرة قدم بريطاني في مركزي الدفاع والظهير. لعب مع نادي هيبرنيان ونادي ستيرلينغ ألبيون ونادي كاودينبيث لكرة القدم.

## وصلات خارجية
- روي أرسكين على موقع IMDb (الإنجليزية)